# 天地壹号
天地壹号（英語：Tiandi No.1 Beverage）是一家中国饮料公司。

## 历史
1997年创始人陈生偶然发现“雪碧兑陈醋”的饮料需求，同年7月推出陈醋饮料，2002年9月成立江门天地壹号饮料有限公司，2007年11月苹果醋饮料上市。2015年8月在新三板挂牌上市。截至2023年6月，苹果醋产品仍贡献超过80%营收。